# Yervant Odian
Yervant Odian (armeană: Երվանդ Օտյան or Երուանդ Օտեան) (n. 1869 - d. 1926) a fost un scriitor armean.